# Cantonul Donzy
Cantonul Donzy este un canton din arondismentul Cosne-Cours-sur-Loire, departamentul Nièvre, regiunea Burgundia, Franța.

## Comune
| Comune                    | Populație (1999) | Cod poștal | Cod INSEE |
| ------------------------- | ---------------- | ---------- | --------- |
| Cessy-les-Bois            | 123              | 58220      | 58048     |
| Châteauneuf-Val-de-Bargis | 570              | 58350      | 58064     |
| Ciez                      | 382              | 58220      | 58077     |
| Colméry                   | 300              | 58350      | 58081     |
| Couloutre                 | 218              | 58220      | 58089     |
| Donzy                     | 1 640            | 58220      | 58102     |
| Menestreau                | 132              | 58410      | 58162     |
| Perroy                    | 197              | 58220      | 58209     |
| Sainte-Colombe-des-Bois   | 132              | 58220      | 58236     |
| Saint-Malo-en-Donziois    | 129              | 58350      | 58252     |